# Langnes
Langnes är en by i Indre Østfolds kommun i Østfold fylke i sydöstra Norge. Orten ligger vid den östliga linjen av Østfoldbanan, nära bron där denna korsar älven Glomma, nordväst om staden Askim. 
Tidigare har byn tillhört dåvarande Askims kommun.
Slaget vid Langnes skans utkämpades mellan Sverige och Norge den 9 augusti 1814 under Fälttåget mot Norge.

## Bilder

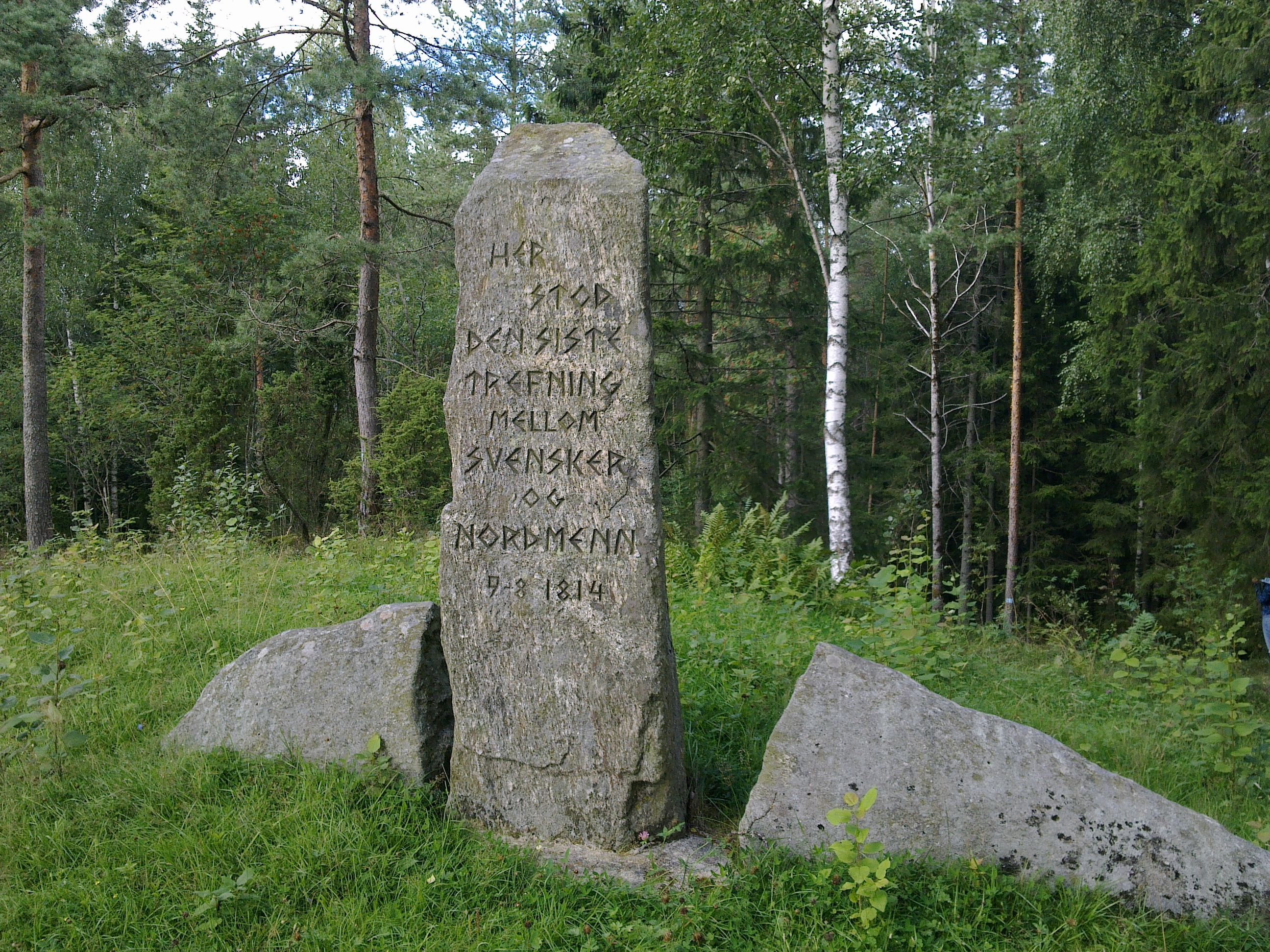
Minnesmärke vid Langnes skans.
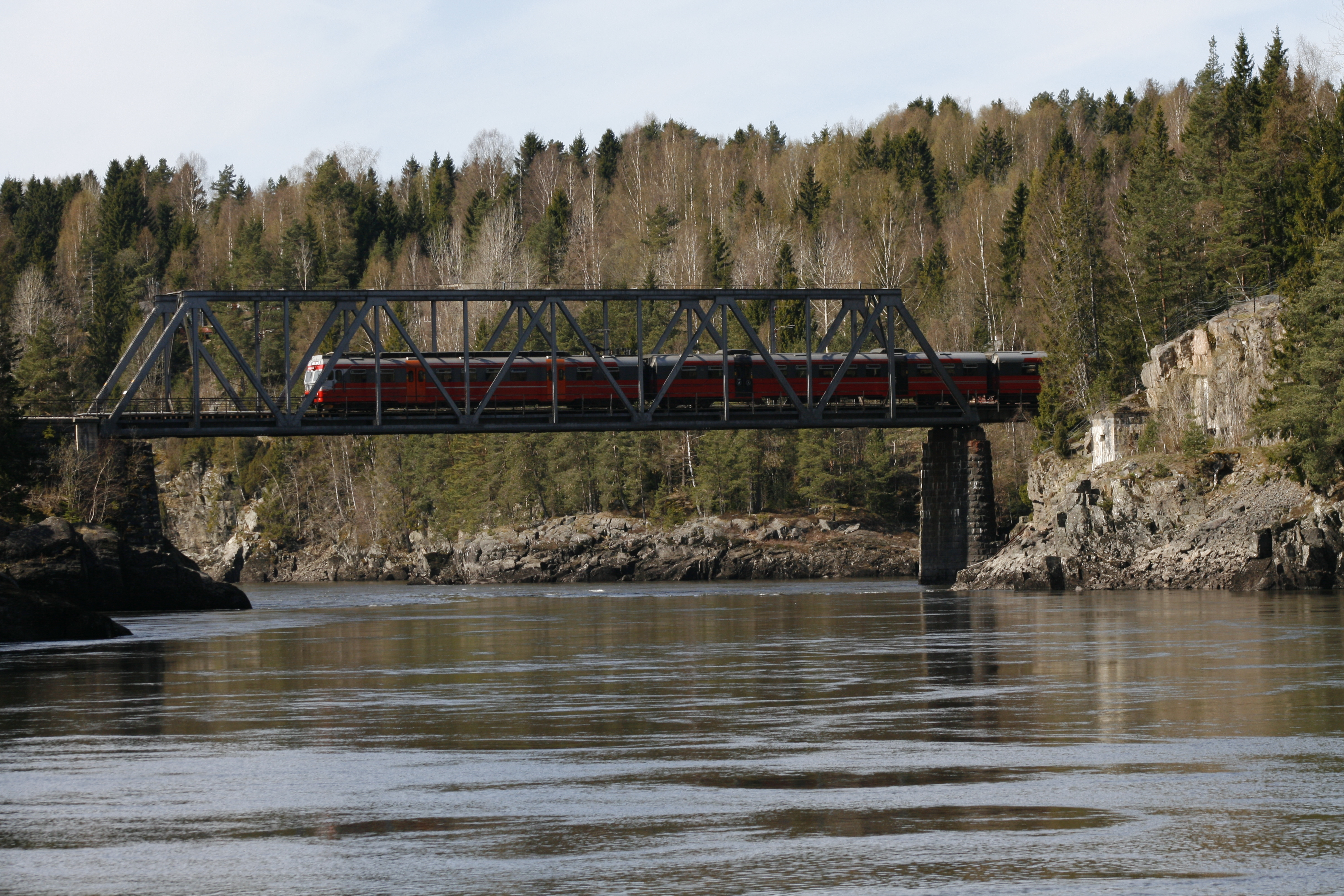
Tåg på Langnesbron.